# Departamento de Intercepción y Captación de las Comunicaciones
El Departamento de Intercepción y Captación de las Comunicaciones (DICOM) fue un organismo perteneciente al Ministerio Público Fiscal de la República Argentina, encargado de la intercepción de comunicaciones por orden judicial.

## Historia

### DOJ
La Dirección de Observaciones Judiciales (DOJ) era el nombre del organismo encargada de interceptar comunicaciones a pedido de autoridad competente en la República Argentina. También conocida vulgarmente como "OJOTA".
Esta Dirección y su función se encontraban establecidos en los Artículos 21, 22 y 34 de la Ley de Inteligencia Nacional. La dirección se encargaba de interceptar comunicaciones (generalmente escuchas telefónicas) que actualmente son almacenadas en formato digital y dependiendo las circunstancias son transcriptas por la propia secretaría o enviado directamente a la autoridad correspondiente sin este proceso.  A su vez esta dirección puede recibir solicitudes de información sobre llamadas entrantes y salientes donde la autoridad debe solicitar un plazo de intervención. La DOJ envía listados sobre números determinados con la información previamente descripta a partir de información provista por proveedores de servicios de comunicaciones.
La DOJ dependió de ENTel pero al dictarse la ley 23.696 en 1989 continuó sus funciones en la órbita estatal que había entrado en liquidación para luego depender de la Secretaría de Inteligencia del Estado. Según el entonces secretario de Inteligencia Oscar Parrilli en el año 2014 "se intervinieron 25.950 llamadas; el 56 por ciento del interior del país, el 88 por ciento a celulares".

### DICOM
A partir de la Ley 27.126 se traspasó la Dirección de Observaciones Judiciales de la Secretaría de Inteligencia al Ministerio Público Fiscal, a la vez que fue renombrada como Departamento de Intercepción y Captación de las Comunicaciones (DICOM). Se asegura que este cambio busca generar una "estructura de comisiones y dependencias de control interno y externo con las que se aspira a garantizar la transparencia de sus acto". Se nombró al frente de la misma a la fiscal Cristina Caamaño.
Al asumir el gobierno de Mauricio Macri se firma un decreto por el cual la DICOM pasa a la órbita de la Corte Suprema de Justicia de la Nación Argentina, sin embargo esta realiza una acordada por la cual postergan la transferencia hasta el 15 de febrero, quedando aún en este periodo Caamaño.

### Traspaso al poder judicial
A mediados de febrero de 2016 se crea la Dirección de Captación de Comunicaciones del Poder Judicial de la Nación, que absorbe las tareas que realizaba la DICOM.
La Dirección de Captación de Comunicaciones del Poder Judicial de la Nación es la encargada de realizar las captación de comunicaciones con fines judiciales en Argentina. Está a cargo de la Corte Suprema de Justicia de la Nación y es la sucesora del Departamento de Intercepción y Captación de las Comunicaciones dependiente del Ministerio Público Fiscal.

## Sede
La DICOM se encuentra ubicada en Avenida de los Incas al 3800 de la ciudad de Buenos Aires.

## Procedimiento
Para solicitar una intervención telefónica debe entregarse un oficio a la DICOM firmado por un juez, fiscal o secretario. El mismo debe contener
- Los datos del juzgado o fiscalía solicitante y su titular
- Teléfono y correo electrónico oficial
- Número de causa
- Carátula del expediente (optativo)
- Las líneas telefónicas y radiales, cuentas de correo electrónico o servicio web que se vinculan a la medida
- El plazo de duración de la medida ordenada

## Alcance
El DICOM puede realizar, al menos, intervenciones de comunicaciones telefónicas tanto fijas como móviles, las mismas se realizan mediante la colaboración de las empresas de telefonía. El tiempo promedio, desde el momento del pedido judicial, para intervenir una línea es de 20 minutos.
Las escuchas son grabadas en medios ópticos y enviadas a la justicia por el Correo Argentino.